# 햇님 왕자와 달님 공주
"햇님 왕자와 달님 공주"는 1963년 공개된 대한민국의 영화이다.

## 배역
- 최무룡
- 김지미
- 황정순